# Un copil capabil
Un copil capabil (engleză Apt Pupil)  este o povestire de Stephen King. Este inclusă în colecția Anotimpuri diferite, a doua colecție de povestiri a lui King.

## Rezumat
Todd Bowden, un băiat inițial inocent, descoperă că vecinul său, Arthur Denker, este de fapt un criminal nazist, Kurt Dussander. Bowden, obsedat de nazism și de Holocaust, îl șantajează pe Dussander ca să-i spună povestea vieții sale. În curând cei doi devin protagoniștii unei serii de crime.

## Ecranizare
- Influență nefastă (1988). Spre deosebire de nuvelă, în film are loc o singură crimă în pimnița nazistului înainte de spitalizarea acestuia.

## Vezi și
- Listă de povestiri după care s-au făcut filme